# Icerya splendida
Icerya splendida är en insektsart som beskrevs av Karl Hermann Leonhard Lindinger 1913. Icerya splendida ingår i släktet Icerya och familjen pärlsköldlöss.
Artens utbredningsområde är Tanzania. Inga underarter finns listade i Catalogue of Life.